# 东林大佛
东林大佛（英語：Donglin Buddha），为净土宗宗教道场。位于江西省庐山市温泉镇，庐山南麓；高48米，是世界上最高的阿弥陀佛铜像。 2013年竣工的东林大佛是由有着佛教净土宗祖庭之称的庐山东林寺肇建。东林寺始建于东晋元兴元年(公元402年)，法脉传承1600余年，享有“匡庐胜境第一道场，天下莲宗最初祖庭”之誉。项目由国家宗教事务局于2007年5月批准建设。2013年3月，东林寺净土苑(东林大佛管理方)被国家宗教事务局被批准为佛教道场。总投资约10亿元，全部建设资金来自世界各地信徒和善心人士的捐赠，建成后将免费对外开放，不进行商业化运作。

## 简介
东林大佛景区，整体占地560亩。大佛高48米，座于48瓣莲台上，借以体现阿弥陀佛为救度众生所发的四十八大愿。佛右手掌心向前、下垂作迎迓状；左手置胸、托莲华；以穹盖护之。
东林大佛以阿弥陀佛铜像为中心，还有净土文化区、新东林寺、比丘尼院、隐逸文化区、安养区、海会堂、大德精舍区等。

## 香光庄严
楞严经大势至菩萨念佛圆通章所言：“大势至法王子，与其同伦五十二菩萨，即从座起，顶礼佛足，而白佛言：‘我忆往昔，恒河沙劫，有佛出世，名无量光；十二如来，相继一劫。其最后佛，名超日月光；彼佛教我，念佛三昧。譬如有人，一专为忆，一人专忘；如是二人，若逢不逢，或见非见。二人相忆，二忆念深；如是乃至从生至生，同于形影，不相乖异。十方如来，怜念众生，如母忆子；若子逃逝，虽忆何为？子若忆母，如母忆时，母子历生，不相违远。若众生心，忆佛、念佛，现前当来，必定见佛，去佛不远；不假方便，自得心开。如染香人，身有香气；此则名曰：香光庄严。我本因地，以念佛心，入无生忍；今于此界，摄念佛人，归于净土。佛问圆通，我无选择；都摄六根，净念相继，得三摩地，斯为第一。’”
东林寺净土苑据此以“香光庄严”为正门匾额，意即佛的“果地上的功德就庄严着念佛人的心”。

## 楹联
楹联，也即对联或对子。它言简意深，对仗工整，平仄协调，是中华民族文化中的瑰宝。东林大佛佛家净土，古典佛家文化庄严肃穆地展示在世人面前。
| 悬挂地点 | 内容                                              | 作者     | 注释                                            |
| -------- | ------------------------------------------------- | -------- | ----------------------------------------------- |
| 前门正中 | 举华藏世界之庄严图彰净土 引娑婆国中众男女同往莲邦 | 印光大师 | 1 印光大师名句:《印光法师文钞菁华录》之楹联集。 |
| 前门中   | 一念净信顿越三祗 片言佛经齐等招圣                 |          |                                                 |
| 前门侧   | 愿将秽土三千界 尽种西方九品莲                     | 印光大师 | 1 印光大师名句:《印光法师文钞菁华录》之楹联集。 |
|          | 净化人心提升道德普佛化 信愿信佛同生极乐脱苦轮     |          |                                                 |
| 大门门厅 |                                                   |          |                                                 |
| 二门     |                                                   |          |                                                 |
| 二门门厅 |                                                   |          |                                                 |
| 讲堂     |                                                   |          |                                                 |

## “跪拜门”事件
据中新网报道，东林大佛方面强迫游人跪拜登顶参拜。2013年10月15日晚，东林寺净土苑首次就“跪拜门”事件道歉：“由于净土苑的应对经验不足，对此事件未能及时解释说明，造成了大众的不解与误会，在此深表歉意”。目前，管理方已撤走佛台前“请三步一拜上”提示牌，换为“大佛台正在施工”，并暂时谢绝游客登台参拜。

## “开光”时间备受各界关注
已经历时六年多建设的东林大佛开光时间问题备受社会各界关注，对此管理方已发表说明澄清信众的疑问。
据中新社报道，净土苑客堂知客德一法师介绍，大佛主体工程基本结束，正在内部装修，后续工作需体现创意和极乐净土的内涵，这是应世界各地乐心募捐的信众的要求。“等所有工程全部完工后，由国家宗教局和中国佛教协会验收之后将启动东林大佛开光议程”，德一法师说。预计2014年6月有望开光。

## 耗资
截止到2013年一季度，中轴线工程已花费资金4.37亿元（其中包括5千余万元的净土苑土地购置费用），资金募集全部来自广大佛弟子、善信及功德主的捐款，坊间传闻东林大佛耗资10亿元属于不实信息。
与东林大佛景区隔路相望的南侧，阿弥陀佛文化产业园项目之一中国庐山佛具城，计划投资20亿元、占地面积220亩，是大型商业化场所，两者形成鲜明对比。

## 周边
坐落于庐山西南部星子县温泉镇，北倚庐山，南向鄱阳湖，东临温泉度假村，西邻 福银高速(昌九高速公路)、都九高速公路。

## 相关图片

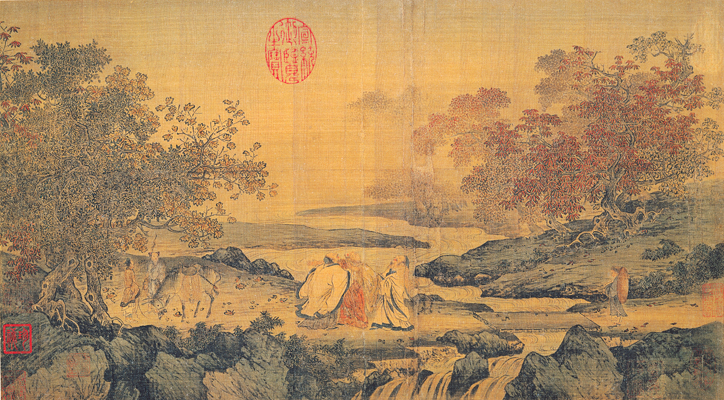
宋朝《虎溪三笑图》，画中陶渊明、慧远、陆修静相聚庐山，象征儒释道三家和睦相处。
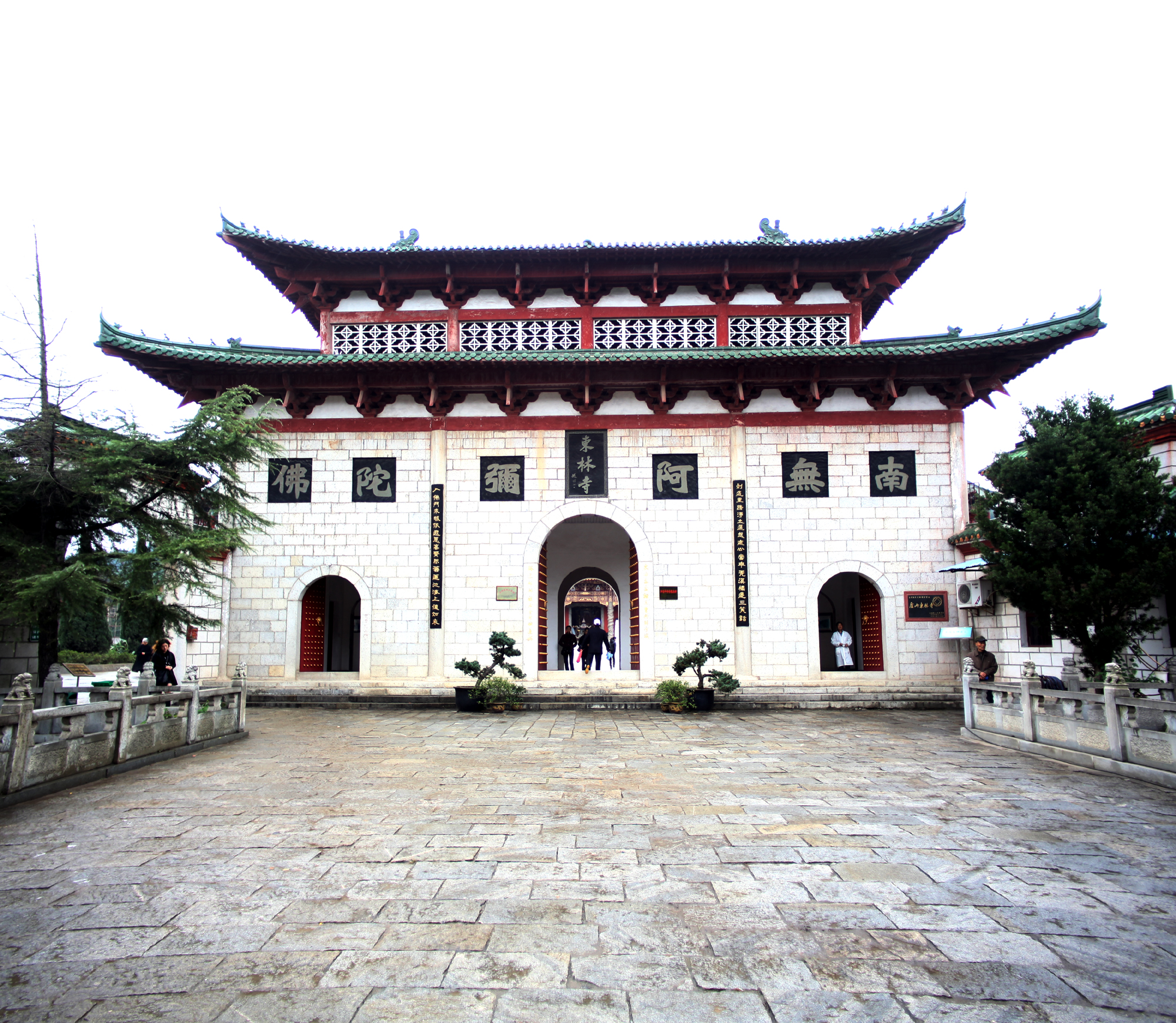
庐山东林寺

## 参看
- 大佛
- 净土宗
- 净土苑
 注：净土苑为庐山东林寺东林大佛管理方。
- 莲宗
 注：因净土宗始祖祖东晋高僧慧远曾在庐山建立莲社提倡往生净土，故净土宗又称莲宗。
- 东林寺
- 庐山